# Lực lượng Đa quốc gia - Iraq

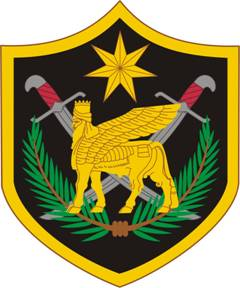
Huy hiệu của Liên quân Đa quốc - Iraq

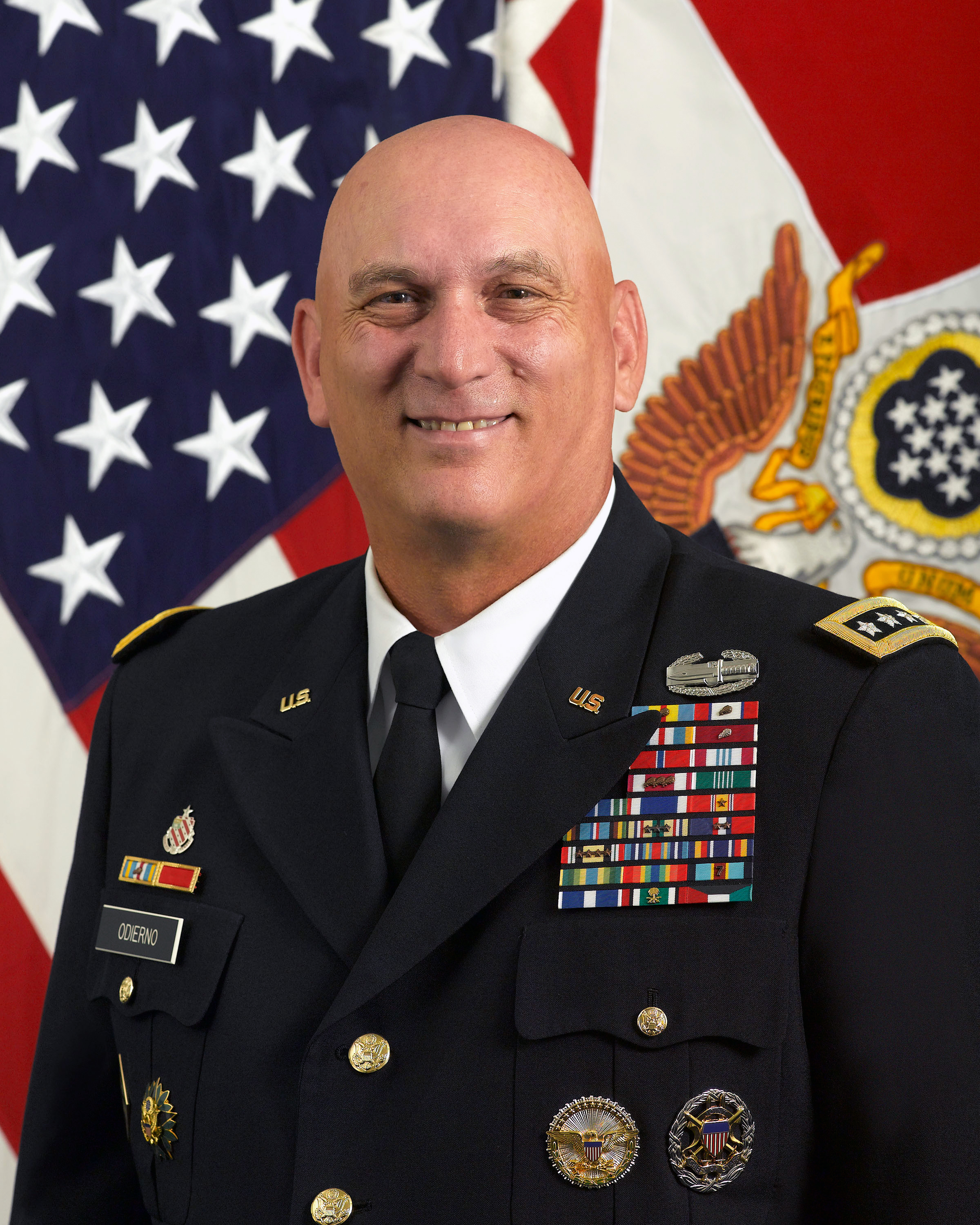
Tướng Raymond T. Odierno

Liên quân Đa quốc - Iraq là một chỉ huy quân sự, dẫn đầu là Hoa Kỳ, chiến đấu trong Chiến tranh Iraq chống lại các cuộc phản kháng và quân nổi dậy Iraq. Liên quân Đa quốc - Iraq thay thế lực lượng Đơn vị Tác chiến Đặc biệt Phối hợp 7, ngày 25 tháng 5 năm 2004. Tướng Ray Odierno là Tư lệnh Chỉ huy.

## Sứ mệnh
Liên quân đồng minh gặp phải nhiều khó khăn và bắt đầu suy giảm ngay trong những tháng đầu tiên của cuộc tấn công Iraq 2003 do Hoa Kỳ chỉ huy vì nhiều quốc gia gặp phải tình trạng bất ổn chính trị và xã hội do sự tham dự vào cuộc chiến không được quần chúng ủng hộ này. Nhiều người nói rằng các đơn vị ít người từ các quốc gia nhỏ như Estonia, Albania và România chỉ đóng góp với giá trị biểu kiến của họ mà thôi. Ở một số quốc gia như Tây Ban Nha đã xảy ra nhiều cuộc biểu tình lớn.

## Triệt thoái
Năm 2004, một vụ nổ bom do thành phần Hồi giáo quá khích gây ra đã giúp thay đổi chính phủ ở quốc gia liên quân, và giới lãnh đạo mới đã rút quân khỏi Iraq năm sau đó. Đến tháng Giêng, năm 2007, tổng số quân các quốc gia khác ngoài Hoa Kỳ đóng góp vào liên minh chỉ còn khoảng 14.000 người và sang tháng 10 năm 2007 chỉ còn 11.400 người từ 20 quốc gia. Ở lúc cao điểm, liên quân đồng minh có khoảng 300.000 lính từ 38 quốc gia, với 250.000 từ Hoa Kỳ, khoảng 40.000 từ Anh, và phần còn lại gồm nhiều lực lượng lớn nhỏ khác nhau, từ 2.000 lính Úc cho đến 70 lính Albania. Tuy nhiên phần lớn các đồng minh truyền thống của Hoa Kỳ ở châu Âu, những người ủng hộ cuộc chiến Afghanistan và cuộc chiến Iraq trước đó, đã đứng ngoài vòng chiến.
Ngày 1 tháng 8, 2009, cuộc chiến ở Iraq đã hoàn toàn trở thành là nỗ lực của Hoa Kỳ sau khi Anh và Úc, hai đồng minh quốc tế sau cùng, rút quân khỏi nơi đây. Cũng chẳng có nhiều người ở Iraq chú ý đến sự kiện chấm dứt sự hiện hữu của một liên minh quân sự, được Tổng thống Bush gọi là "liên minh sẵn sàng", với chính phủ Hoa Kỳ trong tư cách lãnh đạo Liên quân Đa quốc, Iraq đã để việc rút quân này diễn ra trong sự yên lặng, không có các buổi lễ ồn ào. "Chúng tôi rất cảm ơn sự đóng góp của các bạn đồng minh trong quá khứ và chúng tôi trông đợi sẽ có dịp cùng hợp tác với họ trong tương lai," phát ngôn viên quân đội Hoa Kỳ, Trung tá Mark Ballesteros, nói với báo chí bằng điện thư. Theo chỉ huy trưởng quân Úc ở vùng Trung Đông, Thiếu tướng Mark Andrew Kelly, ngày 31 tháng 7 năm 2009, là 12 binh sĩ Úc sau cùng phục vụ trong các đơn vị Hoa Kỳ đã được đưa ra khỏi Bagdad ngày 28 tháng 7, ba ngày trước hạn định rút quân. Một toán an ninh khoảng 100 binh sĩ sẽ ở lại để bảo vệ cho tòa đại sứ và nhân viên. Anh rút khoảng 100 đến 150 quân nhân sau cùng, phần lớn trong quân chủng Hải Quân, qua ngả Kuwait, nhưng cũng có thể họ sẽ quay lại.
Liên quân đồng minh đã coi như giải tán với việc rút đơn vị sau cùng của Úc và mãn hạn kỳ cho một lực lượng nhỏ của Anh ở Iraq sau khi nghị viện Iraq chấm dứt khóa họp mà không đồng ý cho phép đơn vị này ở lại để bảo vệ các hải cảng chuyển dầu ở phía Nam và huấn luyện quân đội Iraq.

## Các quốc gia trong liên quân

### Hoa Kỳ
Đến tháng 9 năm 2009, có xấp xỉ 120.000 nhân viên Quân đội, Hải quân, Tuần duyên, Không quân, và Thủy quân lục chiến triển khai đến Iraq.
Mặc dù chỉ còn lại một mình, quân đội Hoa Kỳ nói việc rút quân của Úc và Anh không có nghĩa là Hoa Kỳ sẽ phải chiến đấu một mình. "Chúng tôi không mất đi các đồng minh quốc tế. Thay vào đó, chúng tôi có đại diện từ khắp nơi trên thế giới trong nhiều lãnh vực khác nhau như Tổ chức Minh ước Bắc Đại Tây Dương, cố vấn quân sự, giới chức cảnh sát an ninh và những người trong lãnh vực xây cất," theo lời Đại tá John R. Robinson, một phát ngôn viên của bộ chỉ huy quân đội Hoa Kỳ bên ngoài thủ đô Iraq. Đến tháng 8 năm 2010, Hoa Kỳ dừng tất cả các chiến dịch quân sự, và khi đó lập kế hoạch triệt thoát tất cả các lữ đoàn chiến đấu.